# 아라한 (영화)
"아라한"(阿羅漢)은 한국에서 제작된 김정용 감독의 1986년 영화이다. 정진화 등이 주연으로 출연하였고 한갑진 등이 제작에 참여하였다.

## 출연

### 주연
- 정진화
- 김영일

### 조연
- 장철

## 기타
- 조명: 한덕후
- 녹음: 김경일